# Chrysodeixis permissa
Chrysodeixis permissa là một loài bướm đêm trong họ Noctuidae.